# Palmorden

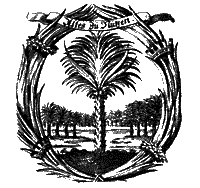
Emblem.

Palmorden (tyska: Palmenorden, även kallad Die Fruchtbringende Gesellschaft, latin: societas fructifera) var ett tyskt språligt och vittert sällskap, grundat i Weimar 1617 efter förebild av den florentinska Accademia della Crusca och uppkallad efter sin sinnebild, ett palmträd.
Bland medlemmarna fanns diktare som Martin Opitz och Friedrich von Logau samt furstliga och andra förnäma personer, även svenskar. Sällskapet sjönk snart ned i det förkonstlade och förlöjligades samt upphörde omkring 1680.